# Fiadanana (Amoron'i Mania)
Fiadanana is een plaats en gemeente in Madagaskar, behorend tot het district Fandriana dat gelegen is in de regio Amoron'i Mania. Een volkstelling schatte in 2001 het inwonersaantal op ongeveer 14.000. 

## Geschiedenis
Tot 1 oktober 2009 lag Fiadanana in de provincie Fianarantsoa. Deze werd echter opgeheven en vervangen door de regio Amoron'i Mania. Tijdens deze wijziging werden alle autonome provincies opgeheven en vervangen door de in totaal 22 regio's van Madagaskar.

## Onderwijs
De plaats biedt enkel het basisonderwijs aan.

## Economie
Landbouw biedt werkgelegenheid aan 95% van de beroepsbevolking. Het belangrijkste gewas in Fiadanana is rijst, terwijl andere belangrijke producten mais, cassave en zoete aardappelen betreffen. In de dienstensector werkt 5% van de bevolking. 